# 김동준 (1992년)
김동준(金桐俊, 1991년 2월 11일 ~ )은 대한민국의 가수, 배우이다. 2010년 스타제국 소속의 남성 음악 그룹 제국의아이들에서 리드보컬을 맡았었다. 본관은 금성.

## 생애
1991년 2월 11일 대한민국 부산광역시 동래구 사직동에서 태어났다. 여명중학교와 사직고등학교를 졸업하였고, 현재 디지털서울문화예술대학교 경영학과에 재학중이다. 초등학교 때에 기계 체조 교내 선수로 활동하였으나 부모님의 반대로 중도에 포기하였다. 고등학교 때 축구 대표로 활동하였지만 부모님의 반대로 선수는 되지 못하였다. 청소년 가요제에 참가하였다가 스타제국에 캐스팅되어 연습생으로 발탁되었다. 2009년에 Mnet 리얼리티 프로그램 《오피스 리얼리티 - 제국의 아이들》과 《제국의 아이들 리턴즈》에 출연하여 이동식 무대 차량인 윙카로 전국을 순회한 게릴라 공연을 펼쳤고, 2010년 1월 15일에 9인조 남성 아이돌 그룹 제국의 아이들의 멤버로 데뷔하였다. 배우 장동건과 비슷한 연예인으로 화제가 되었다.
2011년에 KBS 설특집 드라마 《영도다리를 건너다》에서 오지훈 역으로 출연하였다. 같은 해, 뮤지컬 《알라딘》의 주인공 알라딘 역에 캐스팅되어 아역 배우 서신애와 함께 세종문화회관 대극장에서 공연하였다. 같은 해 8월에 채널CGV 3부작 TV무비 《소녀K》에서 주인공 차연진(한그루 분)에게 반하는 고영민 역을 맡아 연기하였다. 2012년 10월에 개봉한 영화 《회사원》에서 살인청부회사 아르바이트생 라훈 역으로 출연하였다.

## 학력
- 여고초등학교 (2004년 2월 졸업)
- 여명중학교 (2007년 2월 졸업)
- 사직고등학교 (2010년 2월 졸업)
- 디지털서울문화예술대학교 글로벌경영학과 졸업

## 음반 활동

### 개인 음반
- 2016년 〈HEALING〉
- 2019년 The First Mini Album 〈스물아홉, 그 즈음에〉

## 출연 작품

### 드라마
| 연도   | 방송사           | 제목                                  | 역할               | 회차                                     |
| ------ | ---------------- | ------------------------------------- | ------------------ | ---------------------------------------- |
| 2010   | SBS              | 검사 프린세스                         | 클럽 남성          | 특별출연 (2회)                           |
| 2010   | KBS              | 결혼해주세요                          | 가수 준비생        | 특별출연 (18회)                          |
| 2010   | MBC              | 글로리아                              | 가수 준비생        | 특별출연 (11, 14회)                      |
| 2011   | KBS              | 영도다리를 건너다                     | 오지훈             | 특집극                                   |
| 2011   | OCN Movies       | 소녀 K                                | 고영민             | 3부작 (2, 3회)                           |
| 2012   | KBS2             | 넝쿨째 굴러온 당신                    | 제국의 아이들 멤버 | 특별출연 (39회)                          |
| 2013   | KBS              | 부부클리닉 사랑과 전쟁 2              | 민재               | 62회                                     |
| 2013   | KBS              | 천명: 조선판 도망자 이야기            | 무명               | 20부작 (14~20회)                         |
| 2014년 | 네이버 TV 캐스트 | 후유증                                | 안대용             | 5부작 (시즌 1), 6부작 (시즌 2) 총 11부작 |
| 2014년 | KBS              | 하늘벽에 오르다                       | 태호               | 1부작                                    |
| 2014년 | MBC every1       | 하숙 24번지                           | 김동준             | 12부작                                   |
| 2015년 | 네이버 TV 캐스트 | 선택                                  | 최민혁             | 5부작                                    |
| 2016년 | KBS              | 동네변호사 조들호                     | 김유신             | 20부작                                   |
| 2016년 | KBS1             | 빛나라 은수                           | 윤수호             | 125부작                                  |
| 2017년 | OCN              | 블랙                                  | 오만수             | 18부작                                   |
| 2018년 | tvN              | 멈추고 싶은 순간 : 어바웃 타임        | 조재유             | 16부작                                   |
| 2019   | JTBC             | 보좌관 - 세상을 움직이는 사람들       | 한도경             | 10부작                                   |
| 2019   | JTBC             | 보좌관 - 세상을 움직이는 사람들 시즌2 | 한도경             | 10부작                                   |
| 2020   | JTBC             | 경우의 수                             | 온준수             | 16부작                                   |
| 2021   | SBS              | 조선구마사                            | 벼리               | 2부작                                    |
| 2023   | KBS2             | 고려 거란 전쟁                        | 현종               | 32부작                                   |

### 영화
| 연도   | 제목        | 역할 | 감독          | 출연 배우                      | 제작/배급                 |
| ------ | ----------- | ---- | ------------- | ------------------------------ | ------------------------- |
| 2012년 | 회사원      | 라훈 | 임상윤        | 소지섭, 이미연, 곽도원 등      | 심미안/쇼박스미디어플렉스 |
| 2017년 | 데드 어게인 | 정훈 | 데이브 실버맨 | 김동준, 주다영 등              | (주)팔컴                  |
| 2021   | 간이역      | 승현 | 김민준        | 김재경, 윤유선, 허정민, 진예솔 | 드림팩트엔터테인먼트      |

### 뮤지컬
| 연도          | 제목               | 역할      | 장소                          | 기간                 |
| ------------- | ------------------ | --------- | ----------------------------- | -------------------- |
| 2011년        | 알라딘             | 알라딘 역 | 세종문화회관 대극장           | 4월 28일 ~ 5월 5일   |
| 2012년~2013년 | 캐치 미 이프 유 캔 | 프랭크 역 | 성남아트센터 오페라하우스     | 12월 15일 ~ 1월 16일 |
| 2014년~2015년 | 올슉업             | 엘비스 역 | 홍익대 대학로 아트센터 대극장 | 11월 28일 ~ 2월 1일  |

## 연기 외 활동

### 예능
| 연도       | 방송사                               | 제목                                      | 회차             | 방영일                          |
| ---------- | ------------------------------------ | ----------------------------------------- | ---------------- | ------------------------------- |
| 2009       | Mnet                                 | 오피스 리얼리티 - 제국의 아이들           | 12부작           | 4~7월                           |
| 2009       | Mnet                                 | 제국의 아이들 리턴즈                      | 6부작            | 10~11월                         |
| 2010       | KBS Joy                              | 대격돌! 아이돌 리그                       | 1~8회            | 5~6월                           |
| 2010       | MBC every1                           | 괴담 사냥꾼                               |                  |                                 |
| 2010       | Mnet                                 | Mnet Scandal                              |                  |                                 |
| 2010       | SBS MTV                              | 아이돌 유나이티드                         | 3~12회           | 6~8월                           |
| 2010       | MBC every1                           | 러브 추격자                               | 3~5회            | 9월 16일, 23일, 30일            |
| 2010       | MBC                                  | 제1회 아이돌스타 육상선수권대회           |                  | 9월 25일, 26일                  |
| 2010       | tvN                                  | 현장 토크쇼 택시                          |                  | 11월 25일                       |
| 2010       | SBS                                  | 영웅호걸                                  | 20회, 21회       | 12월 12일, 19일                 |
| 2010~2013  | KBS                                  | 출발 드림팀 시즌2                         |                  |                                 |
| 2011       |                                      |                                           |                  |                                 |
| MBC        | 제2회 아이돌스타 육상·수영선수권대회 |                                           | 2월 5~6일        |                                 |
| Mnet       | 비틀즈 코드                          | 33회                                      | 3월 31일         |                                 |
| MBC every1 | 주간 아이돌                          | 6회                                       | 8월 27일         |                                 |
| SBS        | 도전 1000곡                          | 162회                                     | 9월 4일          |                                 |
| MBC        | 제3회 아이돌스타 육상선수권대회      |                                           | 9월 13일         |                                 |
| 2012       | MBC                                  | 제4회 아이돌스타 육상·수영선수권대회      |                  | 1월 24일                        |
| 2012       | ArirangTV                            | 스타데이트 위드 제아 인 브라질            | 3부작            | 3월 23일, 30일                  |
| 2012       | Mnet                                 | 유세윤의 Art Video                        | 5회              | 7월 3일                         |
| 2012       | MBC                                  | 세상을 바꾸는 퀴즈                        | 163회            | 7월 21일                        |
| 2012       | MBC                                  | 제5회 아이돌스타 올림픽                   |                  | 7월 25일, 26일                  |
| 2012       | Mnet                                 | 비틀즈 코드 시즌2                         | 25회             | 8월 27일                        |
| 2012       | KBS                                  | 1 대 100                                  | 262회            | 9월 11일                        |
| 2012       | KBS                                  | 대국민 토크쇼 안녕하세요                  | 91회             | 9월 17일                        |
| 2012       | 곰TV                                 | The GURUPOP Show                          | 7회              | 9월 28일                        |
| 2012       | MBC                                  | 우리 결혼했어요                           | 133회, 148~149회 | 9월 1일, 12월 15일, 22일        |
| 2013       | MBC                                  | 제6회 아이돌스타 육상·양궁선수권대회      |                  | 2월 11일                        |
| 2013       | tvN                                  | 백지연의 피플 인사이드                    | 320회            | 3월 5일                         |
| 2013       | KBS                                  | 개그콘서트                                |                  | 4월 7일                         |
| 2013       | KBS                                  | 해피선데이 - 맘마미아                     | 1회              | 4월 14일                        |
| 2013       | MBC                                  | 블라인드 테스트 180˚                      |                  | 5월 5일, 12일, 7월 28일         |
| 2013       | KBS                                  | 불후의 명곡 전설을 노래하다               |                  | 7월 27일                        |
| 2013       | KBS                                  | 대국민 토크쇼 안녕하세요                  | 135회            | 8월 5일                         |
| 2013       | MBC                                  | 제7회 아이돌스타 육상·풋살·양궁선수권대회 |                  | 9월 19~20일                     |
| 2014       | SBS                                  | 정글의 법칙 in 보르네오                   | 12기             | 2월 28일~5월 2일                |
| 2015       | SBS                                  | 런닝맨                                    | 236회            | 3월 1일 (게스트 출연)           |
| 2015       | SBS                                  | 동상이몽, 괜찮아 괜찮아                   | 33회             | 12월 19일                       |
| 2016       | KBS2                                 | 우리동네 예체능                           | 82~83회          | 10월 23~30일                    |
| 2016       | MBC                                  | 미스터리 음악쇼 복면가왕                  |                  |                                 |
| 2017       | SBS                                  | 백종원의 3대천왕                          |                  | 2월 18일                        |
| 2017       | MBC                                  | 황금어장 라디오스타                       | 547회            | 12월 13일                       |
| 2017       | SBS                                  | 마스터 키                                 | 12회, 13회       | 12월 30일, 18년 1월 6일         |
| 2018       | SBS                                  | 정글의 법칙 in 파타고니아                 | 35기             | 2월 2일~3월 2일                 |
| 2018       | SBS                                  | 미운 우리 새끼                            |                  | 4월 15일                        |
| 2018       | MBC                                  | 아이돌스타 육상 선수권대회                |                  | 9월 25일                        |
| 2019       | MBC                                  | 돈스파이크의 먹다 보면                    | 1~4회            | 2월 1일~3월 22일                |
| 2019       | tvN                                  | 수요미식회                                | 201회            | 4월 3일                         |
| 2019       | JTBC                                 | 아는 형님                                 | 148회            | 6월 15일                        |
| 2019       | SBS                                  | 맛남의 광장                               | 1~78회           | 2019년 12월 5일~2021년 6월 10일 |
| 2020       | SBS                                  | 백종원의 골목식당                         | 119회            | 5월 27일 (게스트 출연)          |
| 2020       | SBS                                  | 런닝맨                                    | 513회            | 7월 26일 (게스트 출연)          |
| 2020       | tvN                                  | 온앤오프                                  | 12회             | 7월 18일 (게스트 출연)          |
| 2021       | SBS                                  | 《런닝맨》                                | 546회            | 3월 14일 (게스트 출연)          |
| 2024       | TV CHOSUN                            | 《식객 허영만의 백반기행》                | 245회            | 4월 28일 (게스트 출연)          |

### 뮤직 비디오
| 연도   | 곡목        | 가수   | 수록앨범    | 정보                 |
| ------ | ----------- | ------ | ----------- | -------------------- |
| 2012년 | 이별파티    | 가디스 | 이별파티    | 가디스의 데뷔곡 싱글 |
| 2014년 | 별일 아니야 | 김경록 | 별일 아니야 | V.O.S 김경록의 싱글  |
| 2018년 | Not A Love  | 바이브 | About Me    | 바이브 8집 앨범      |

## 수상 및 후보
| 연도 | 시상식                    | 부문                            | 작품           | 결과 |
| ---- | ------------------------- | ------------------------------- | -------------- | ---- |
| 2017 | KBS 연기대상              | 일일극부문 남자 우수연기상      | 빛나라 은수    | 후보 |
| 2019 | SBS 연예대상              | SBS 챌린저상                    | 맛남의 광장    | 수상 |
| 2023 | KBS 연기대상              | 남자 인기상                     | 고려 거란 전쟁 | 후보 |
| 2023 | KBS 연기대상              | 베스트 커플상 (with 최수종)     | 고려 거란 전쟁 | 수상 |
| 2023 | KBS 연기대상              | 장편드라마부문 남자 우수연기상  | 고려 거란 전쟁 | 후보 |
| 2023 | KBS 연기대상              | 남자 최우수연기상               | 고려 거란 전쟁 | 수상 |
| 2024 | 제10회 에이판 스타 어워즈 | 장편드라마 부문 남자 우수연기상 | 고려 거란 전쟁 | 수상 |